# Dioskúrové

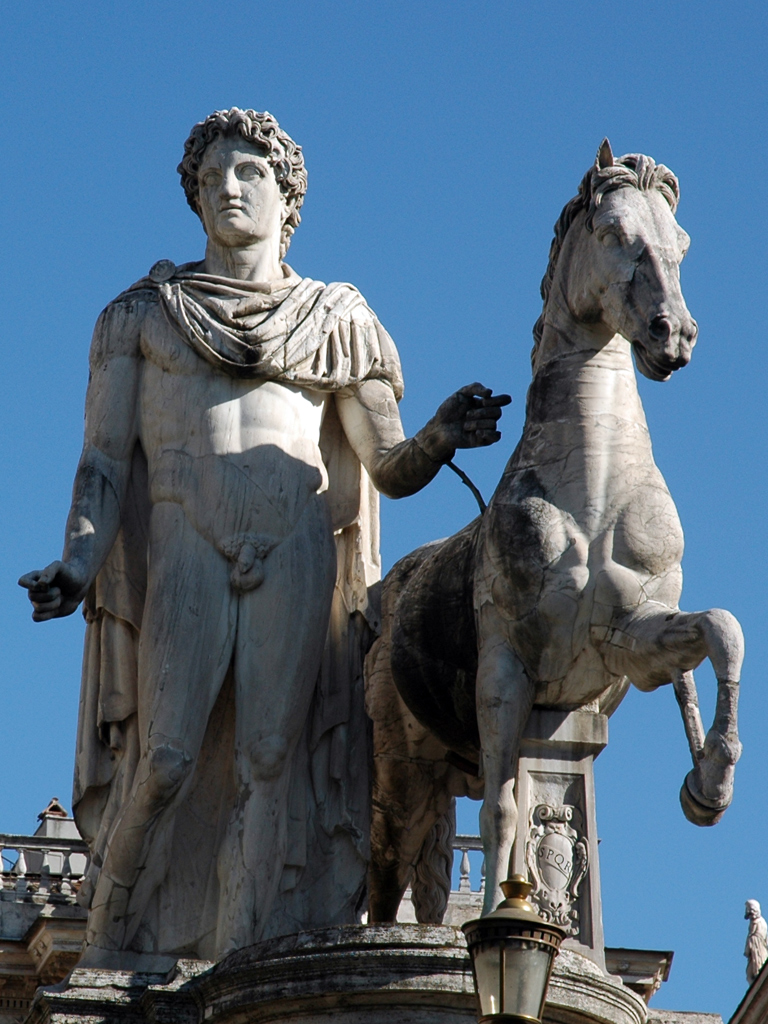
Dioskúrové (Kastór či Polydeukés), Řím, Kapitol

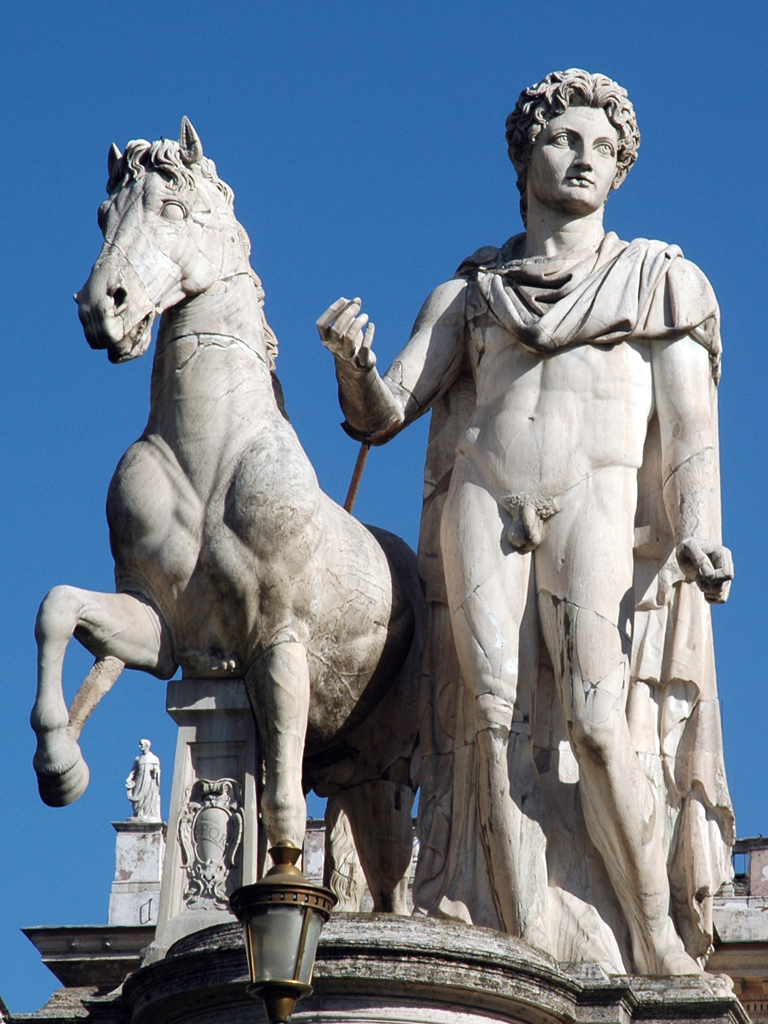
Dioskúrové (Polydeukés či Kastór), Řím, Kapitol

Dioskúrové jsou v řecké mytologii bratři Kastór a Polydeukés, nejslavnější dórští hrdinové po Héraklovi. V římské mytologii jsou latinsky nazýváni Castor a Pollux nebo také Dioscuri či Gemini. Matkou obou byla Léda, ale zatímco Kastóra porodila svému muži Tyndareovi, Polydeukés byl synem boha Dia.
Řecké označení Dios kúroi znamená synové Diovi. Latinské Gemini znamená dvojčata, ale překládá se také Blíženci. Mluví se o nich jako bratrech, nevlastních bratrech nebo o (dvojvaječných) dvojčatech. Jsou symbolem pevného bratrského pouta, které neskončilo ani smrtí jednoho z nich, dokonce jsou jako dvě výrazné hvězdy součástí souhvězdí Blíženců.
Krásná Léda, dcera aitolského krále, se provdala za Tyndarea, krále ve Spartě. Byla božsky krásná, což samozřejmě neušlo pozornosti nejvyššího z bohů a Zeus se jí přiblížil v podobě labutě, takže mu porodila v Amyklách nedaleko Sparty syna Polydeuka ve stejné době, kdy se narodil Kastór, syn Tyndareův.
Později přibyly sestry Helena, jejímž otcem byl Zeus, a Klytaimnéstra, dcera Tyndareova. Polydeukés byl božského původu, tedy nesmrtelný, podobně Helena, která jako smrtelná byla bohy přenesena do Elysia i se svým manželem, králem Meneláem, kde oba „žijí věčně a bez starostí“.
Kastór a Polydeukés dostali vynikající vzdělání, jejich učitelem byl i moudrý kentaur Cheirón. Bratři se od útlého mládí cvičili ve všech druzích bojových umění. Traduje se, že Polydeukés byl vynikající v pěstních zápasech, Kastór zase skvěle řídil válečný vůz a dokázal zkrotit i nejdivočejší koně. Prosluli účastí ve všech velkých bojových a dobrodružných akcích: zúčastnili se honu na Kalydónského kance, výpravy Argonautů, pomáhali Héraklovi na výpravě proti Amazonkám, osvobodili sestru Helenu, kterou unesl Théseus. Na všech výpravách si získali slávu.
Posledním dobrodružstvím byla velká akce Dioskúrů s jejich bratranci Lynkeem a Idem, syny messenského krále Afarea. Mladíci ukradli v Arkádii stádo býků, nepohodli se však při dělení kořisti, protože Idás se dopustil podvodu. Dioskúrové se vrátili a vzali si celé stádo, navíc bratrancům unesli nevěsty.
Ukryli se do dutého stromu a chystali se Lynkea a Ida přepadnout. Jenže Lynkeův ostrý zrak pronikl do dutiny a poté Idás oštěpem probodl Kastora. Polydeukés zabil Lynkea, dílo zkázy dokonal Diův blesk, který Ida na smrt spálil.
Polydeukés žádal svého božského otce, aby jej nechal zemřít spolu s bratrem Kastorem, což Zeus nemohl připustit. Proto došlo k dohodě: oba bratři budou spolu – jeden den v Hádově říši, jeden den na Olympu. Tak jsou bratři „ob den živí a ob den zase mrtví“, jak je řečeno v Homérově Odyssei.
Sláva Dioskúrů přetrvala věky. Jsou na obloze součástí souhvězdí Blíženců. Na jejich počest byla postavena řada chrámů. Stali se patrony řeckých i římských vojsk, ochránci plavců a lodí, které vedli bezpečně do přístavů za pomoci znamení ohně na vrcholcích stožárů, zvaných Eliášův oheň.

## Odraz v umění
- Feidiovy a Praxitelovy sochy Krotitelé koní, vysoké přes pět metrů, jsou na Quirinalském náměstí v Římě, jsou z 5. stol. př. n. l.
- dva Hymny na Dioskúry jsou připisovány Homérovi, spíše je však jejich autor neznámý
- obraz Petra Paula Rubense (kolem rok 1620) Únos sester Leukippových, je v Mnichově
- opera Castor a Polux je od Jeana Philippa Rameaua (1737)